# Andelu
Andelu är en kommun i departementet Yvelines i regionen Île-de-France i norra Frankrike. Kommunen ligger i kantonen Guerville som tillhör arrondissementet Mantes-la-Jolie. År 2022 hade Andelu 527 invånare.

## Befolkningsutveckling
Antalet invånare i kommunen Andelu
| Referens: INSEE |